# Barman (manga)
Barman (jap. バーテンダー Bātendā; Bartender) – manga napisana przez Arakiego Jō i zilustrowana przez Kenjiego Nagatomo, publikowana w latach 2004–2011 nakładem wydawnictwa Shūeisha. Historia opowiada o Ryū Sasakurze, genialnym barmanie, który wykorzystuje swój talent, aby złagodzić zmartwienia i ukoić dusze swoich klientów.
Na podstawie mangi Palm Studio wyprodukowało serial anime, który emitowano od października do grudnia 2006. Od lutego do kwietnia 2011 emitowana była także TV drama. W latach 2012–2019 wydano trzy spin-offy mangi: Bartender à Paris, Bartender à Tokyo i Bartender 6stp.
Nowa adaptacja anime, zatytułowana Bartender: Kami no Glass, była emitowana od kwietnia do czerwca 2024.

## Fabuła
Seria opowiada o Ryū Sasakurze, utalentowanym barmanie, o którym mówi się, że tworzy najlepsze koktajle, jakie ktokolwiek kiedykolwiek próbował. Po powrocie ze studiów we Francji Ryū pracuje jako asystent starszego barmana w barze Lapin. Później otwiera swój własny bar, Eden Hall, który ukryty jest na uboczu w dzielnicy Ginza w centrum Tokio. Plotka głosi, że potencjalni klienci nie mogą po prostu znaleźć i wejść do Eden Hall; zamiast tego muszą zostać zaproszeni przez gospodarza. Sasakura znany jest z serwowania „Boskiego Kieliszka”, co oznacza, że wie, jaki napój jest odpowiedni w danej sytuacji.

## Manga
Seria ukazywała się w dwutygodniku „Super Jump” między majem 2004 a wrześniem 2011. Wraz z zakończeniem publikacji czasopisma, seria została przeniesiona do nowego wówczas magazynu „Grand Jump”, gdzie ukazywała się do grudnia 2011. Wydawnictwo Shūeisha zebrało jej rozdziały w 21 tankōbonach, wydawanych od 3 grudnia 2004 do 17 lutego 2012.
| Nr | Data wydania (język japoński) | ISBN (język japoński)  |
| -- | ----------------------------- | ---------------------- |
| 1  | 3 grudnia 2004                | ISBN 978-4-08-859454-5 |
| 2  | 2 maja 2005                   | ISBN 978-4-08-859495-8 |
| 3  | 2 września 2005               | ISBN 978-4-08-859528-3 |
| 4  | 5 stycznia 2006               | ISBN 978-4-08-859553-5 |
| 5  | 2 maja 2006                   | ISBN 978-4-08-859575-7 |
| 6  | 4 października 2006           | ISBN 978-4-08-859599-3 |
| 7  | 4 stycznia 2007               | ISBN 978-4-08-859616-7 |
| 8  | 2 maja 2007                   | ISBN 978-4-08-859638-9 |
| 9  | 4 września 2007               | ISBN 978-4-08-859666-2 |
| 10 | 4 lutego 2008                 | ISBN 978-4-08-859688-4 |
| 11 | 2 maja 2008                   | ISBN 978-4-08-859707-2 |
| 12 | 2 października 2008           | ISBN 978-4-08-859732-4 |
| 13 | 4 lutego 2009                 | ISBN 978-4-08-859758-4 |
| 14 | 3 lipca 2009                  | ISBN 978-4-08-859786-7 |
| 15 | 4 listopada 2009              | ISBN 978-4-08-859799-7 |
| 16 | 4 marca 2010                  | ISBN 978-4-08-859827-7 |
| 17 | 4 sierpnia 2010               | ISBN 978-4-08-859844-4 |
| 18 | 29 grudnia 2010               | ISBN 978-4-08-859866-6 |
| 19 | 18 marca 2011                 | ISBN 978-4-08-859879-6 |
| 20 | 2 września 2011               | ISBN 978-4-08-859894-9 |
| 21 | 17 lutego 2012                | ISBN 978-4-08-858786-8 |

### Spin-offy
Spin-off serii zatytułowany Bartender à Paris, z nowym bohaterem, Renem Sajimą, ukazywał się w magazynie „Grand Jump” od 4 stycznia 2012 do 2 października 2013. Nagatomo został zastąpiony przez Osamu Kajisę jako ilustrator serii. Całość została zebrana w 6 tankōbonach, wydawanych od 19 czerwca 2012 do 19 grudnia 2013.
| Nr | Data wydania (język japoński) | ISBN (język japoński)  |
| -- | ----------------------------- | ---------------------- |
| 1  | 19 czerwca 2012               | ISBN 978-4-08-879363-4 |
| 2  | 19 października 2012          | ISBN 978-4-08-879448-8 |
| 3  | 18 stycznia 2013              | ISBN 978-4-08-879510-2 |
| 4  | 19 czerwca 2013               | ISBN 978-4-08-879606-2 |
| 5  | 19 września 2013              | ISBN 978-4-08-879656-7 |
| 6  | 12 grudnia 2013               | ISBN 978-4-08-879728-1 |

Kontynuacja, Bartender à Tokyo, ukazywała się w tym samym magazynie od 6 listopada 2013, a później została przeniesiona do „Grand Jump Premium”, gdzie była wydawana od 24 grudnia 2015 do 17 sierpnia 2016. Jej rozdziały zebrano w 8 tankōbonach, opublikowanych między 18 kwietnia 2014 a 19 października 2016.
| Nr | Data wydania (język japoński) | ISBN (język japoński)  |
| -- | ----------------------------- | ---------------------- |
| 1  | 18 kwietnia 2014              | ISBN 978-4-08-879822-6 |
| 2  | 20 sierpnia 2014              | ISBN 978-4-08-879893-6 |
| 3  | 19 grudnia 2014               | ISBN 978-4-08-890096-4 |
| 4  | 17 kwietnia 2015              | ISBN 978-4-08-890193-0 |
| 5  | 19 sierpnia 2015              | ISBN 978-4-08-890250-0 |
| 6  | 19 listopada 2015             | ISBN 978-4-08-890334-7 |
| 7  | 19 kwietnia 2016              | ISBN 978-4-08-890404-7 |
| 8  | 19 października 2016          | ISBN 978-4-08-890550-1 |

Czwarta i ostatnia część serii, Bartender 6stp, była wydawana w „Grand Jump Premium” i „Grand Jump Mucha” od 24 sierpnia 2016 do 25 grudnia 2019. Pierwszy tom został opublikowany 17 marca 2017, a ostatni – czwarty tom – 19 lutego 2020.
| Nr | Data wydania (język japoński) | ISBN (język japoński)  |
| -- | ----------------------------- | ---------------------- |
| 1  | 17 marca 2017                 | ISBN 978-4-08-890601-0 |
| 2  | 19 lutego 2018                | ISBN 978-4-08-890867-0 |
| 3  | 19 lutego 2019                | ISBN 978-4-08-891222-6 |
| 4  | 19 lutego 2020                | ISBN 978-4-08-891558-6 |

## Anime

### Pierwsza adaptacja (2006)
Manga została zaadaptowana na 11-odcinkowy telewizyjny serial anime, wyreżyserowany przez Masakiego Watanabe, napisany przez Yasuhiro Imagawę i wyprodukowany przez Palm Studio. Anime było emitowane w stacji Fuji TV od 15 października do 31 grudnia 2006. W Polsce serial był nadawany na kanale Kuchnia.tv.
Muzykę do serialu skomponowała Kaoruko Ōtake. Oficjalny album ze ścieżką dźwiękową, wyprodukowany przez Sony Music Japan pod wytwórnią DefStar Records, został wydany 29 listopada 2006. Zarówno motyw otwierający, „Bartender”, jak i kończący, „Hajimari no hito” (jap. 始まりのヒト), zostały wykonane przez Natural High, przy czym motyw otwierający został zaśpiewany razem z Junpeiem Shiiną. Oba utwory zostały wydane przez Sony jako singiel „Hajimari no hito/Bartender” 13 grudnia 2006.

#### Lista odcinków
| №  | Tytuł                                                               | Premiera             | Premiera w Polsce    |
| -- | ------------------------------------------------------------------- | -------------------- | -------------------- |
| 1  | Barman Bātendā (バーテンダー)                                       | 15 października 2006 | 25 września 2009     |
| 2  | Menu serca Kokoro no menyū (心のメニュー)                           | 29 października 2006 | 2 października 2009  |
| 3  | Szklanka żalu Kōkai no gurasu (後悔のグラス)                        | 5 listopada 2006     | 9 października 2009  |
| 4  | Bursztynowe marzenie Kohaku no yume (琥珀の夢)                      | 12 listopada 2006    | 16 października 2009 |
| 5  | Rzeczy zostawione w barze Bā no wasuremono (バーの忘れ物)           | 19 listopada 2006    | 23 października 2009 |
| 6  | Opowieść w szklance Gurasu no naka no monogatari (グラスの中の物語) | 26 listopada 2006    | 30 października 2009 |
| 7  | Gdy bar jest zamknięty Bā no kyūjitsu (バーの休日)                  | 3 grudnia 2006       | 6 listopada 2009     |
| 8  | Kłamstwa przy barze Kauntā no uso (カウンターの嘘)                  | 10 grudnia 2006      | 13 listopada 2009    |
| 9  | Oblicze baru Bā no kao (バーの顔)                                   | 17 grudnia 2006      | 20 listopada 2009    |
| 10 | Świąteczny cud Kurisumasu no kiseki (クリスマスの奇跡)              | 24 grudnia 2006      | 27 listopada 2009    |
| 11 | Woda życia Inochi no mizu (命の水)                                  | 31 grudnia 2006      | 4 grudnia 2009       |

### Bartender: Kami no Glass(2024)
Nowy projekt anime został ogłoszony 21 października 2022. Później ujawniono, że będzie to remake serii zatytułowany Bartender: Kami no Glass (jap. バーテンダー 神のグラス Bātendā: Kami no gurasu). Serial został wyprodukowany przez studio Liber i wyreżyserowany przez Ryōichiego Kurayę na podstawie scenariusza Mariko Kunisawy. Postacie zaprojektował Yōichi Ueda, który pełnił także funkcję głównego reżysera animacji, a muzykę skomponował Hiroaki Tsutsumi. Anime było emitowane od 4 kwietnia do 20 czerwca 2024 na antenie TV Tokyo. Motywem otwierającym jest „Stardust Memory” w wykonaniu Takayi Kawasakiego, a kończącym „Spica” autorstwa Mone Kamishiraishi.

## TV drama
W listopadzie 2010, w 24. numerze czasopisma „Super Jump”, ogłoszono, że na podstawie mangi zostanie wyprodukowana TV drama z udziałem Masakiego Aiby, który trenował z profesjonalnym barmanem od września tego samego roku, oraz Shihori Kanjiyą. Produkcja została wyreżyserowana przez Osamu Katayamę i napisana przez Natsuko Takahashi. Serial był emitowany w bloku „Friday Night Drama” stacji TV Asahi od 4 lutego do 1 kwietnia 2011. Motyw przewodni serialu, zatytułowany „Lotus”, został wykonany przez Arashi, boys band, którego członkiem jest Aiba.

## Odbiór
Do stycznia 2011 manga sprzedała się w Japonii w nakładzie ponad 2,8 miliona egzemplarzy.